# Tetrabiblos
Tetrábiblos (Τετράβιβλος in greco bizantino) o Opus quadripartitum (in latino medievale), ossia Opera in quattro libri, il cui titolo originale in greco antico è Τῶν ἀποτελεσματικῶν (Tôn apotelesmatikôn) ossia "Degli effetti [delle configurazioni astronomiche sulla storia degli individui e delle nazioni]", è l'opera astrologica di Tolomeo scritta nel II secolo; quest'opera è considerata il testo fondamentale dell'astrologia classica che sta alla base dell'astrologia occidentale.

## Fonti e innovazioni
Tolomeo deride le pratiche dei Caldei e rifiuta la loro dottrina. Tuttavia la sua astrologia rivolta alla collettività ha un forte legame con la tradizione passata, specie quella babilonese. Questa, pur intendendo i segni astrali come una sorta di avvertimento divinatorio da scongiurare, mostra i primi segni di uno sviluppo che, attraverso l'astrologia giudiziaria, porterà a quella genetliaca. L'approccio dell'astrologia tolemaica è comunque di stampo filosofico-scientifico, in quanto i moti e gli aspetti dei pianeti sono causa dei fenomeni terrestri, che, a differenza di quanto immaginato nella tradizione babilonese, sono quindi prevedibili ma non modificabili.
Tolomeo riprende inoltre il sistema aristotelico geocentrico e la teoria aristotelica degli elementi che costituiscono la materia, ma dal punto di vista astronomico e astrologico inserisce alcune novità: 
- la teoria degli epicicli, formulata da Apollonio di Perga, viene perfezionata attraverso quella dei punti equanti[4]
- lo studio della precessione degli equinozi contribuisce allo sviluppo dello zodiaco tropico
- la Terra è suddivisa in fasce longitudinali, poste sotto l'influenza di uno stesso pianeta, per una nuova geografia zodiacale.[3]

## Originalità dell'opera
Tolomeo è il primo autore classico ad affrontare l'argomento astrologico con rigore: a differenza di coloro che lo avevano preceduto, organizza l'analisi delle influenze dei movimenti degli astri in pochi presupposti ben definiti, istruendo il lettore a dedurre le predizioni utilizzando leggi geometriche precise.
Già nelle prime righe del Tetrabiblos Tolomeo polemizza contro i ciarlatani che, rivestendo in modo improprio l'astrologia con pratiche magiche ed occulte, gettavano ombre con predizioni arbitrarie su quella che lui considera una scienza; il limite delle predizioni astrologiche, secondo l'autore, non è nell'oggetto dello studio bensì nell'incapacità umana di comprendere completamente il funzionamento della natura in relazione con le influenze degli astri le quali, sempre secondo l'autore, danno a ogni essere umano (e anche a ogni evento meteorologico e movimento tellurico) un destino ineluttabile.
Per sottolineare questo suo stacco con la tradizione, Tolomeo non cita le autorità che furono tanto care ai suoi predecessori: né i Caldei, né Nechepso e Petosiris appaiono per avvalorare le sue affermazioni. I precedenti manuali di astrologia erano solitamente strutturati acriticamente in lunghi elenchi di interpretazioni provenienti dalle varie scuole, talvolta contraddittori e arbitrari; Tolomeo mette ordine nella materia creando innanzi tutto il concetto di segno zodiacale, slegandolo da quello di costellazione e legandolo invece al susseguirsi delle stagioni, concetto fondamentale nello sviluppo dell'astrologia classica e delle tradizioni che le sono susseguite. Partendo da qui e da quella che chiama la natura dei vari pianeti, l'autore sviluppa con metodo deduttivo un sistema astrologico organico e coerente che, sia pure integrato nel corso dei secoli, ha resistito fino ai giorni nostri nell'astrologia occidentale.

## Struttura dell'opera

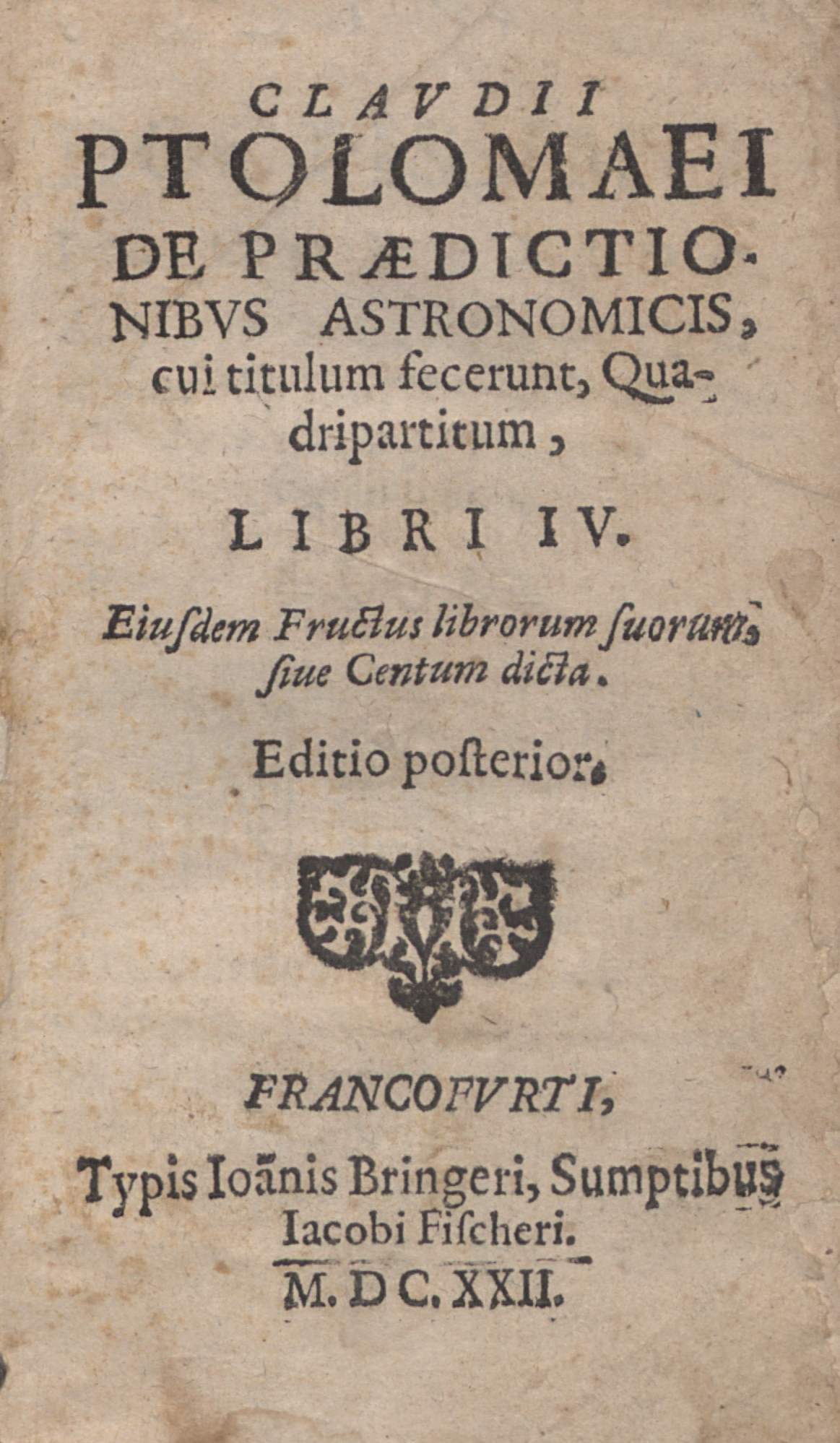
Quadripartitum, 1622

La struttura dell'opera è bipartita: la prima parte si occupa dell'astrologia universale, cioè riguardante popoli o regioni, mentre gli ultimi due libri riguardano l'astrologia genetliaca, che concerne i singoli uomini. La precedenza dell’una rispetto all'altra non è casuale: la prevedibilità degli avvenimenti di portata generale è maggiore perché un numero inferiore di cause ed eventi particolari ostacolano l'influenza degli astri.
Il primo libro rappresenta l'introduzione all'astrologia, con le descrizioni della natura dei vari pianeti e segni zodiacali; questi ultimi per la prima volta sono slegati dal concetto di costellazione e legati a quello di stagione. È descritta anche la natura delle relazioni (o aspetti) tra i vari pianeti e le relazioni (o dignità e debilità) tra i pianeti e i segni zodiacali e tra i pianeti e i quattro angoli principali (Ascendente, Medium coeli, Discendente e Imum coeli). Secondo Tolomeo, la natura di queste relazioni proviene dalla natura degli elementi dei pianeti e dei segni stessi e dai loro attributi, che possono essere caldo, umido, freddo e secco; queste relazioni, secondo l'autore, arrivano sulla Terra attraverso l'atmosfera, che è considerata il mezzo di trasmissione degli influssi degli astri.
Nel secondo libro Tolomeo sviluppa in modo originale l'astrologia mondiale, ossia lo studio delle presunte influenze degli astri sugli avvenimenti terreni e sulle nazioni. La tradizione precedente faceva corrispondere le zone della Terra con segni e pianeti basandosi generalmente sulla mitologia; Tolomeo rifiuta queste corrispondenze esoteriche in quanto le considera arbitrarie e suddivide la Terra in zone di influenza astrologica basandosi esclusivamente su precise regole astronomiche.
Nel terzo libro è sviluppata l'astrologia natale o individuale e si spiega come, secondo le credenze di Tolomeo, vanno interpretate le varie relazioni tra pianeti, angoli e segni zodiacali nel tema natale, ossia la posizione dei vari astri alla nascita, nello sviluppo della personalità e anche delle caratteristiche fisiche di un individuo.
Nel quarto libro si approfondisce l'astrologia natale per gli aspetti relazionali.
Questi ultimi due libri non si discostano molto dalla tradizione astrologica ellenistica precedente e rispecchiano comunque l'organicità data da Tolomeo alla materia.

## Tradizione del testo
Le principali famiglie di manoscritti sono due. La prima dipende dal Vaticanus gr. 10381, la seconda da Parisinus gr. 2425 e Norimbergensis gr. Cent. V app. 8². . 
La terza famiglia è rappresentata da: Marcianus gr. 314 e Monacensis gr. 419. 
Mentre la quarta si basa sul Vaticanus gr. 208 il cui testo ha subito interpolazioni e modifiche da parte di astrologi quali Elio Eleuterio. 
La tradizione indiretta è stata prodotta tra III e VI secolo d.C., da autori come Porfirio, che scrisse un'introduzione all'opera, e Proclo, di cui si è conservata una Parafrasi.

## Influenza culturale
L'opera ha goduto di un ampio successo durante il Medioevo da essere considerata "un'operazione culturale di vasta portata", che legittima una disciplina tanto disprezzata quanto praticata. Si inserisce anche nel dibattito filosofico del libero arbitrio, emancipando l'astrologia dal concetto di fatalismo.
Francesco Giuntini, uno dei più celebri astrologi della seconda metà del Cinquecento, scrisse un ponderoso trattato in difesa dell'astrologia contenente il testo greco e la traduzione latina della Tetrabiblos di Tolomeo con il suo personale commento.